# Павласкова, Ирена
Ирена Павласкова (чеш. Irena Pavlásková; 28 января 1960, Фридек-Мистек) — чешский режиссёр кино и телевидения, сценарист и продюсер.

## Биография
Родилась в 1960 году в городе Фридек-Мистек, Чехословакия
В 1979—1985 годах окончила факультета кино Академии музыкальных искусств в Праге.
Сначала работала на чехословацком телевидении, откуда в 1987 году перешла на киностудию «Баррандов», где работала ассистентом режиссёра.
Дебютировала как режиссёр в 1989 году фильмом «Время слуг» получившем ряд наград. Как актриса сыграла в фильме 1991 года «Начальная школа».
Режиссёр десятка художественных фильмов, в основном является автором их сценариев, также занимается документальными и телевизионными работами.
В 1997 году она основала собственную продюсерскую компанию «Eydelle film», которой выпущены два её фильма, а в 2016 году вместе с продюсером Виктором Шварцем — «Prague Movie Company» выпустившей в 2019 году её фильм «Пражеская оргия».
Была замужем (1991—2005) за композитором Иржи Хлумецким, который является автором музыки ко всем её фильмам.

## Фильмография
Режиссёр художественных фильмов:
- 1989 — Время слуг / Čas sluhů
- 1991 — Corpus Delicti / Corpus delicti
- 1994 — Неназначенные встречи / Nesmluvená setkání
- 1998 — Время долгов / Čas dluhů
- 2006 — Бестиарий / Bestiář
- 2009 — Как Рай земной / Zemský ráj to na pohled
- 2015 — Фотограф / Fotograf
- 2019 — Пражская оргия / Pražské orgie
- 2022 — Рождественская история / Vánoční příběh

## Фестивали и награды
- 1990 — Каннский кинофестиваль — специальный приз-диплом «„Золотая камера“ — особое упоминание» «Время слуг»
- 1990 — Монреальский международный кинофестиваль — приз «Золотой Зенит» за лучший дебютный фильм «Время слуг» .
- 1990 — Международный кинофестиваль в Вальядолиде — приз «Золотой колос» за лучший фильм «Время слуг» .
- 2010 — Московский международный кинофестиваль — Приз Жюри международной прессы (FIPRESCI) за лучший фильм Основного конкурса и номинация на Гран-при «Золотой Георгий».
- 2016 — Чешский лев — восемь номинаций, в том числе режиссуру (за фильм «Фотограф»)